# Bèlids
Els bèlids (Belidae) són una família de coleòpters polífags de la superfamília dels curculionoïdeus, considerada una de les famílies de curculionoïdeus primitius, ja que tenen antenes no flexionades, al contrari que els "veritables curculiònids" (Curculionidae) que les tenen flexionades en un "colze". Es coneixen 38 gèneres i 375 espècies.
Subfamílies i tribus d'aquesta família van ser considerades en altres temps com famílies separades, però en les classificacions més recents són agrupades en una sola. La tíbia davantera dels bèlids és inusual per tenir una pinta de pels en un solc apical oposat a l'articulació del tars.
Membres de la subfamília Belinae, la més nombrosa, són típicament allargats i cilíndrics. Alguns se semblen als "veritables morruts" de la família Curculionidae (per exemple el gènere Lixus), uns altres se semblen als brèntids, i uns altres són mimètics i s'assemblen a escarabats tòxics de famílies com Lycidae o Pyrochroidae.